# Alte Weser (Dreye)
Die Alte Weser bei Dreye ist ein Altarm der Weser in der Gemeinde Weyhe im Landkreis Diepholz.

## Beschreibung
Der Altarm wurde in den 1960er Jahren durch Sandabbau zu einem See erweitert. Der See liegt östlich des Weyher Ortsteils Dreye im Außendeichsgelände zwischen Weser und Weserdeich. Mit der Weser ist der See über ein Siel, das in den Dreyer Hafen mündet, verbunden. In die Alte Weser mündet von Süden ein Entwässerungsgraben.
Die Alte Weser wird als Bade- und Angelgewässer genutzt. Die Wasserqualität ist durch das Auftreten von Blaualgen im Sommer teilweise eingeschränkt. Die Alte Weser wird von Gehölzen und Hochstaudenfluren gesäumt. Daran schließen sich Wiesen- und Weideflächen an. Im Osten sowie im Südwesten des Sees befinden sich zwei Naturbadestellen mit Sandstrand. Sanitäre Einrichtungen sind nicht vorhanden.

## Bildergalerie

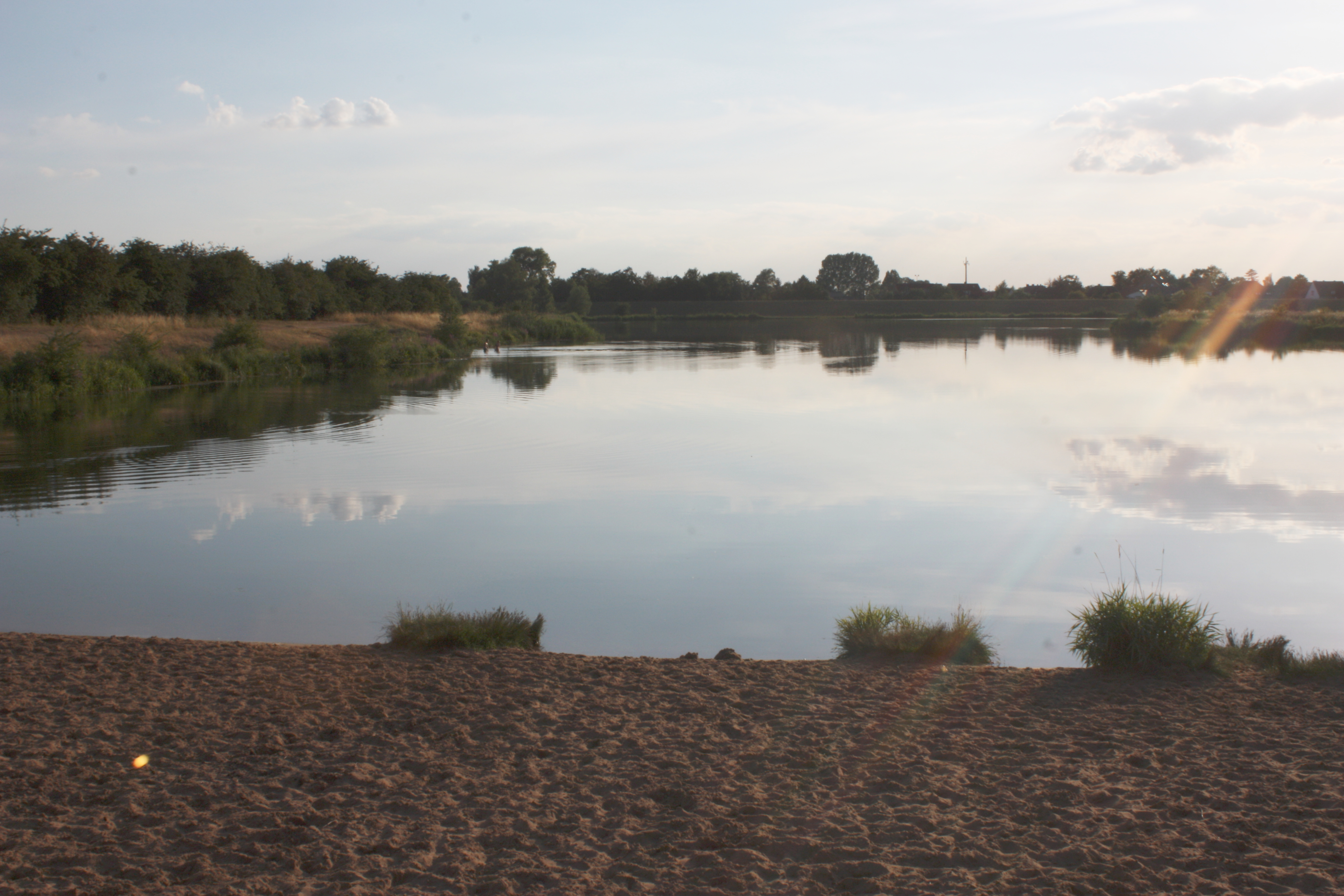
Uferbereich im Osten
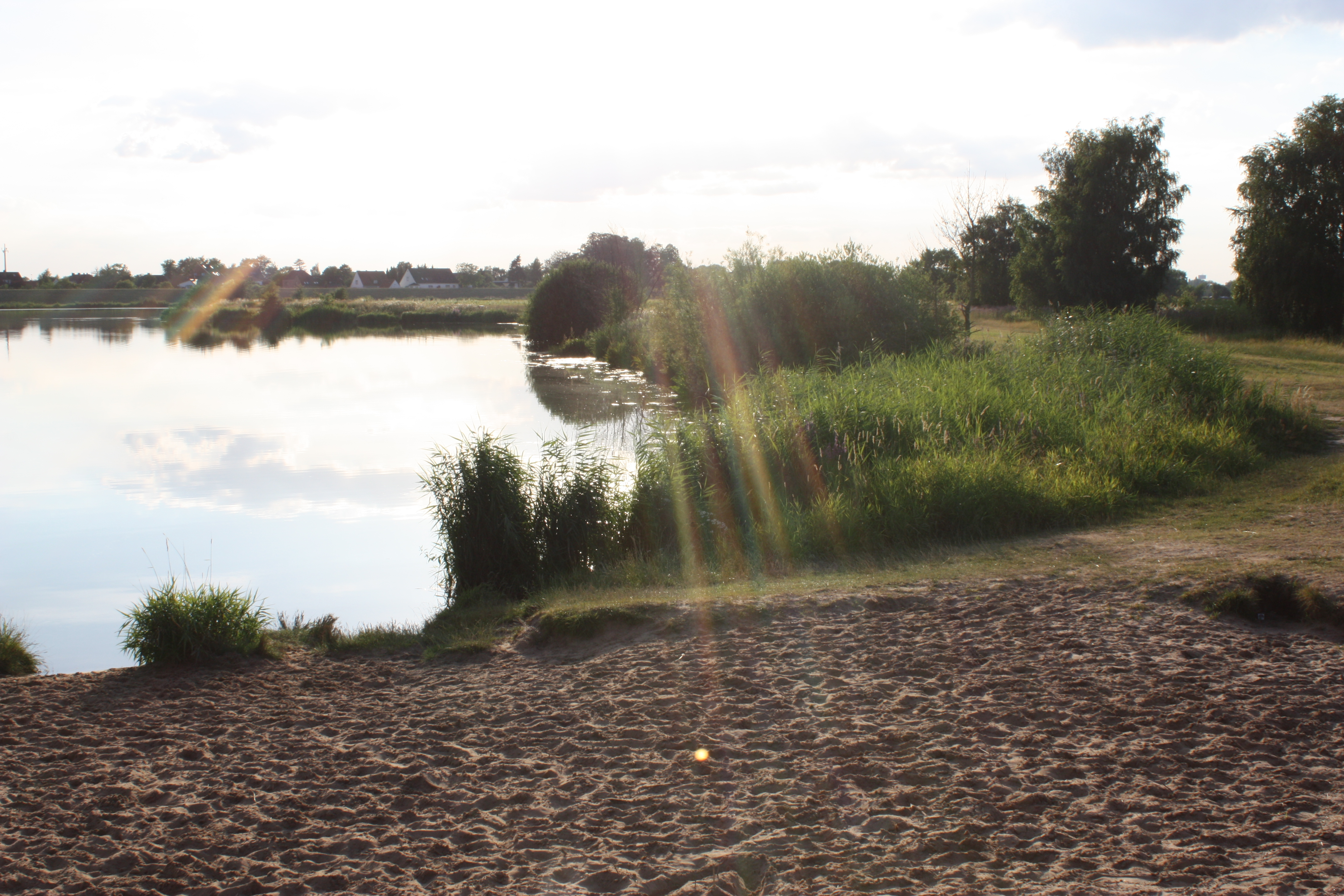
Uferbereich im Osten
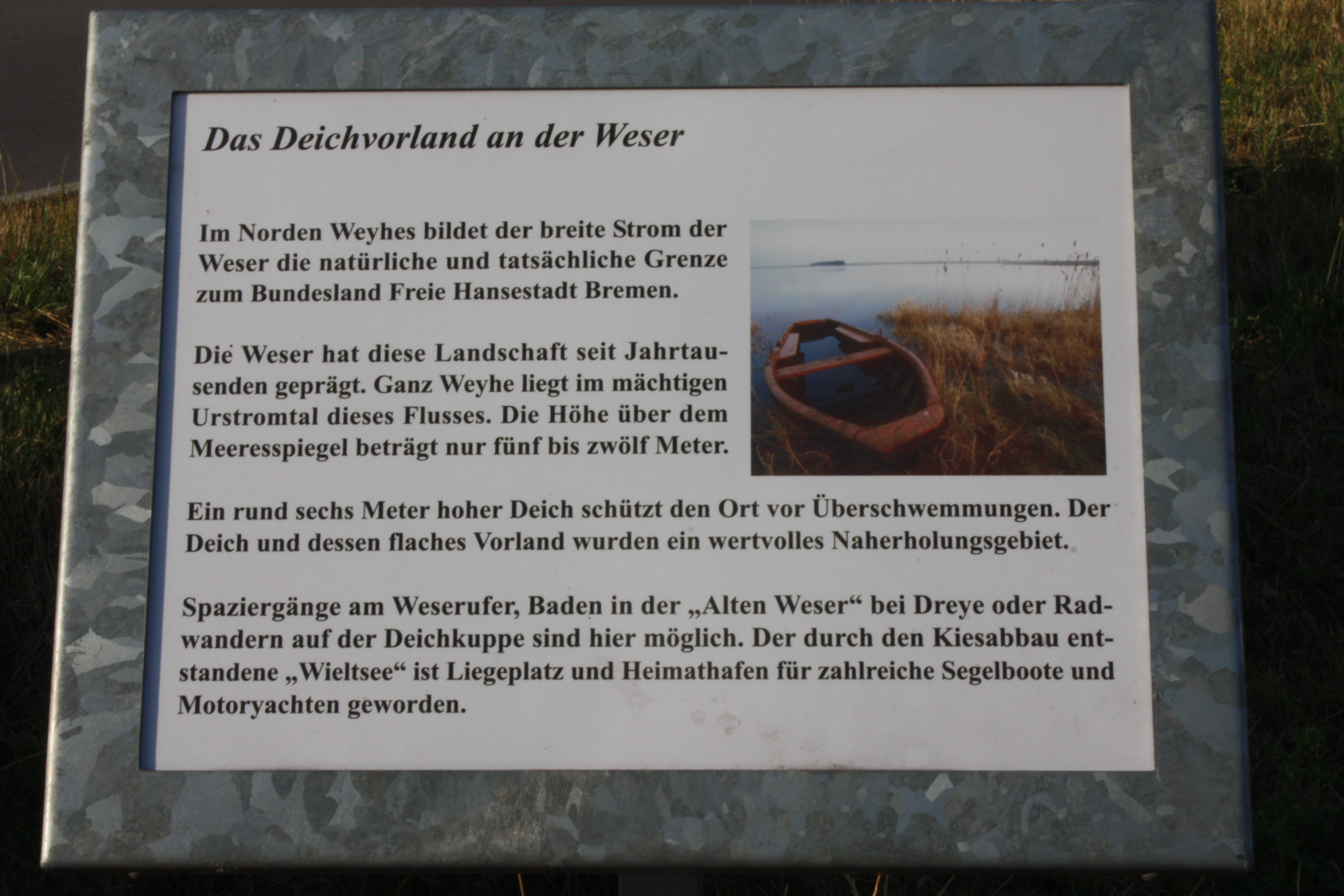
Infotafel am See